# Trophée de France 2007
Navigation
Édition précédente Édition suivante
Le Trophée de France est une compétition internationale de patinage artistique qui se déroule en France au cours de l'automne. Il accueille des patineurs amateurs de niveau senior dans quatre catégories: simple messieurs, simple dames, couple artistique et danse sur glace. En 2007 il s'appelait également Trophée Eric Bompard.
Le vingt-et-unième Trophée de France est organisé du 15 au 18 novembre 2007 au palais omnisports de Paris-Bercy. Il est la quatrième compétition du Grand Prix ISU senior de la saison 2007/2008.

## Résultats

### Messieurs
| Rang | Nom                  | Pays       | Points | Programme court | Programme court | Programme libre | Programme libre |
| ---- | -------------------- | ---------- | ------ | --------------- | --------------- | --------------- | --------------- |
| 1    | Patrick Chan         | Canada     | 214.94 | 2               | 70.89           | 1               | 144.05          |
| 2    | Sergey Voronov       | Russie     | 208.91 | 4               | 68.70           | 2               | 140.21          |
| 3    | Alban Préaubert      | France     | 207.10 | 1               | 72.70           | 3               | 134.40          |
| 4    | Kevin Van Der Perren | Belgique   | 204.75 | 3               | 70.60           | 4               | 134.15          |
| 5    | Ryan Bradley         | États-Unis | 191.32 | 7               | 59.13           | 5               | 132.19          |
| 6    | Tomáš Verner         | Tchéquie   | 189.37 | 8               | 57.23           | 6               | 132.14          |
| 7    | Kensuke Nakaniwa     | Japon      | 177.61 | 5               | 62.70           | 7               | 114.91          |
| 8    | Christopher Mabee    | Canada     | 175.17 | 6               | 61.68           | 8               | 113.49          |
| 9    | Scott Smith          | États-Unis | 151.25 | 9               | 56.36           | 11              | 94.89           |
| 10   | Jérémie Colot        | France     | 149.47 | 11              | 49.39           | 9               | 100.08          |
| 11   | Gao Song             | Chine      | 146.19 | 10              | 50.55           | 10              | 95.64           |

### Dames
| Rang | Nom                     | Pays        | Points | Programme court | Programme court | Programme libre | Programme libre |
| ---- | ----------------------- | ----------- | ------ | --------------- | --------------- | --------------- | --------------- |
| 1    | Mao Asada               | Japon       | 179.80 | 1               | 56.90           | 1               | 122.90          |
| 2    | Kimmie Meissner         | États-Unis  | 158.74 | 2               | 55.98           | 3               | 102.76          |
| 3    | Ashley Wagner           | États-Unis  | 158.63 | 5               | 50.48           | 2               | 108.15          |
| 4    | Sarah Meier             | Suisse      | 147.15 | 4               | 53.98           | 5               | 93.17           |
| 5    | Mira Leung              | Canada      | 144.57 | 7               | 43.78           | 4               | 100.79          |
| 6    | Jelena Glebova          | Estonie     | 141.71 | 3               | 55.24           | 7               | 86.47           |
| 7    | Viktória Pavuk          | Hongrie     | 137.73 | 6               | 44.56           | 6               | 93.17           |
| 8    | Gwendoline Didier       | France      | 120.14 | 10              | 36.82           | 8               | 83.32           |
| 9    | Valentina Marchei       | Italie      | 118.99 | 8               | 43.18           | 9               | 75.81           |
| 10   | Fang Dan                | Chine       | 111.65 | 9               | 40.12           | 10              | 71.53           |
| 11   | Aki Sawada              | Japon       | 99.18  | 12              | 29.94           | 11              | 69.24           |
| 12   | Anastasia Gimazetdinova | Ouzbékistan | 98.90  | 11              | 35.42           | 12              | 63.48           |

### Couples
| Rang | Nom                                    | Pays        | Points | Programme court | Programme court | Programme libre | Programme libre |
| ---- | -------------------------------------- | ----------- | ------ | --------------- | --------------- | --------------- | --------------- |
| 1    | Zhang Dan / Zhang Hao                  | Chine       | 196.96 | 1               | 71.60           | 1               | 125.36          |
| 2    | Pang Qing / Tong Jian                  | Chine       | 186.93 | 2               | 64.32           | 2               | 122.61          |
| 3    | Maria Mukhortova / Maksim Trankov      | Russie      | 169.82 | 3               | 61.76           | 4               | 108.06          |
| 4    | Tiffany Vise / Derek Trent             | États-Unis  | 165.76 | 4               | 56.06           | 3               | 109.70          |
| 5    | Tatiana Volosozhar / Stanislav Morozov | Ukraine     | 152.59 | 5               | 54.18           | 6               | 98.41           |
| 6    | Jessica Miller / Ian Moram             | Canada      | 142.92 | 7               | 44.26           | 5               | 98.66           |
| 7    | Adeline Canac / Maximin Coia           | France      | 122.47 | 6               | 47.02           | 8               | 75.45           |
| 8    | Stacey Kemp / David King               | Royaume-Uni | 114.25 | 8               | 36.68           | 7               | 77.57           |

### Danse sur glace
| Rang | Nom                                     | Pays       | Points | Danse imposée | Danse imposée | Danse originale | Danse originale | Danse libre | Danse libre |
| ---- | --------------------------------------- | ---------- | ------ | ------------- | ------------- | --------------- | --------------- | ----------- | ----------- |
| 1    | Isabelle Delobel / Olivier Schoenfelder | France     | 194.14 | 1             | 39.51         | 1               | 60.10           | 2           | 94.53       |
| 2    | Jana Khokhlova / Sergey Novitski        | Russie     | 191.01 | 2             | 34.89         | 2               | 58.15           | 1           | 97.97       |
| 3    | Meryl Davis / Charlie White             | États-Unis | 176.21 | 4             | 31.74         | 3               | 55.25           | 3           | 89.22       |
| 4    | Anna Cappellini / Luca Lanotte          | Italie     | 168.75 | 3             | 31.86         | 5               | 49.11           | 4           | 87.78       |
| 5    | Pernelle Carron / Matthieu Jost         | France     | 159.26 | 5             | 31.74         | 6               | 47.63           | 5           | 81.71       |
| 6    | Anastasia Grebenkina / Vazgen Azroyan   | Arménie    | 156.18 | 6             | 27.94         | 4               | 49.86           | 7           | 78.38       |
| 7    | Kaitlyn Weaver / Andrew Poje            | Canada     | 154.20 | 7             | 27.47         | 7               | 46.99           | 6           | 79.74       |
| 8    | Barbora Silná / Dmitri Matsjuk          | Autriche   | 139.56 | 8             | 24.79         | 8               | 44.11           | 8           | 70.66       |
| 9    | Yu Xiaoyang / Wang Chen                 | Chine      | 135.63 | 9             | 22.95         | 9               | 42.99           | 9           | 69.69       |
| 10   | Zoé Blanc / Pierre-Loup Bouquet         | France     | 126.10 | 10            | 21.77         | 10              | 38.59           | 10          | 65.74       |

## Sources
- Résultats du Trophée Eric Bompard 2007
- Patinage Magazine N°110 (Décembre 2007-Janvier 2008)